# シアル
シアル（sial）は、地球内部構造の最上層を指す地球科学用語。
上部地殻（A層）の花崗岩質層に相当し、花崗岩など酸性の岩石を特徴とするとされた。しかし、現在は地殻を物質的にほぼ均質であると見なすため、この用語はあまり使用されていない。
地質学者エドアルト・ジュースは地球の内部が三層からなると考え、上からサル（sal）、シマ（sima）、ニフェ（nife）と名づけた。それぞれその層に特徴的な元素であるケイ素（Si）とアルミニウム（Al）、ケイ素とマグネシウム（Mg）、鉄（Fe）とニッケル（Ni）の元素記号を組み合わせた造語である。サルは後にウェゲナーがシアルと改称した。